# 2001 في البحرين
فيما يلي قوائم الأحداث التي وقعت خلال عام 2001 في البحرين.

## رياضة
- 1 يناير – كأس ولي العهد البحريني لكرة القدم 2001

## ظهور
- 1 يناير – البحرين كونفيدينشال
- 1 يناير – سيارات الميليشيا

## موسيقى

### ألبومات
من الألبومات التي صدرت هذه السنة في البحرين:
- 1 يناير – مشتاقة من غناء أصالة نصري.